# Hoggar 032
Le Hoggar (032) جبال هقار) est un sous-marin de fabrication russe de classe Kilo des forces navales algériennes, lancé en 2019.

## Caractéristiques techniques
Le Hoggar possède un déplacement de 2 350 tonnes en surface et de 3 950 tonnes en plongée et une vitesse de 17 à 20 nœuds. Ce sous-marin est conçu pour plonger à 300 mètres environ. Il peut être doté jusqu'à 18 torpilles de 533 mm (6 tubes), 24 mines et 4 missiles de croisière Kalibr Club-S 3M-14E à changement de milieu d'une portée de 300km pour des frappes terrestres ou anti-navires. Son équipage est composé de 52 hommes.